# Альфос-де-Бургос
Альфо́с-де-Бу́ргос (исп. Burgos (Alfoz)) — район (комарка) в Испании, входит в провинцию Бургос в составе автономного сообщества Кастилия и Леон.

## Муниципалитеты
1. Альфос-де-Кинтанадуэньяс
2. Аркос
3. Арлансон
4. Атапуэрка
5. Буньель
6. Бургос
7. Карседо-де-Бургос
8. Карденьядихо
9. Карденьяхимено
10. Карденьуэла-Риопико
11. Кастрильо-дель-Валь
12. Когольос
13. Уронес
14. Ибеас-де-Хуаррос
15. Мериндад-де-Рио-Убьерна
16. Модубар-де-ла-Эмпаредада
17. Орбанеха-Риопико
18. Кинтанаортуньо
19. Кинтанапалья
20. Кинтанилья-Вивар
21. Ревильяррус
22. Рубена
23. Сальданья-де-Бургос
24. Сан-Мамес-де-Бургос
25. Саррасин
26. Сотрахеро
27. Тардахос
28. Вальдоррос
29. Вильягонсало-Педерналес
30. Вильяльбилья-де-Бургос
31. Вильярьесо
32. Вильяйерно-Моркильяс